# Église Saint-Martin de Moussey
L'église Saint-Martin est une église située à Moussey, dans le département de l'Aube, en France.

## Description
Elle est du XIIe siècle sur un plan rectangulaire avec une abside en saillie et en cul-de-four. La première travée du chœur est du XVIe siècle au moins pour sa voûte. La nef a des collatéraux dont les fenêtres sont modernes. Elle est à cinq travées et possède des fenêtres romanes ; elles sont cinq au midi et seulement trois au nord. Les bases des piliers sont carrées. La tour carrée est haute de 16,5 m posée sur la seconde travée du chœur.

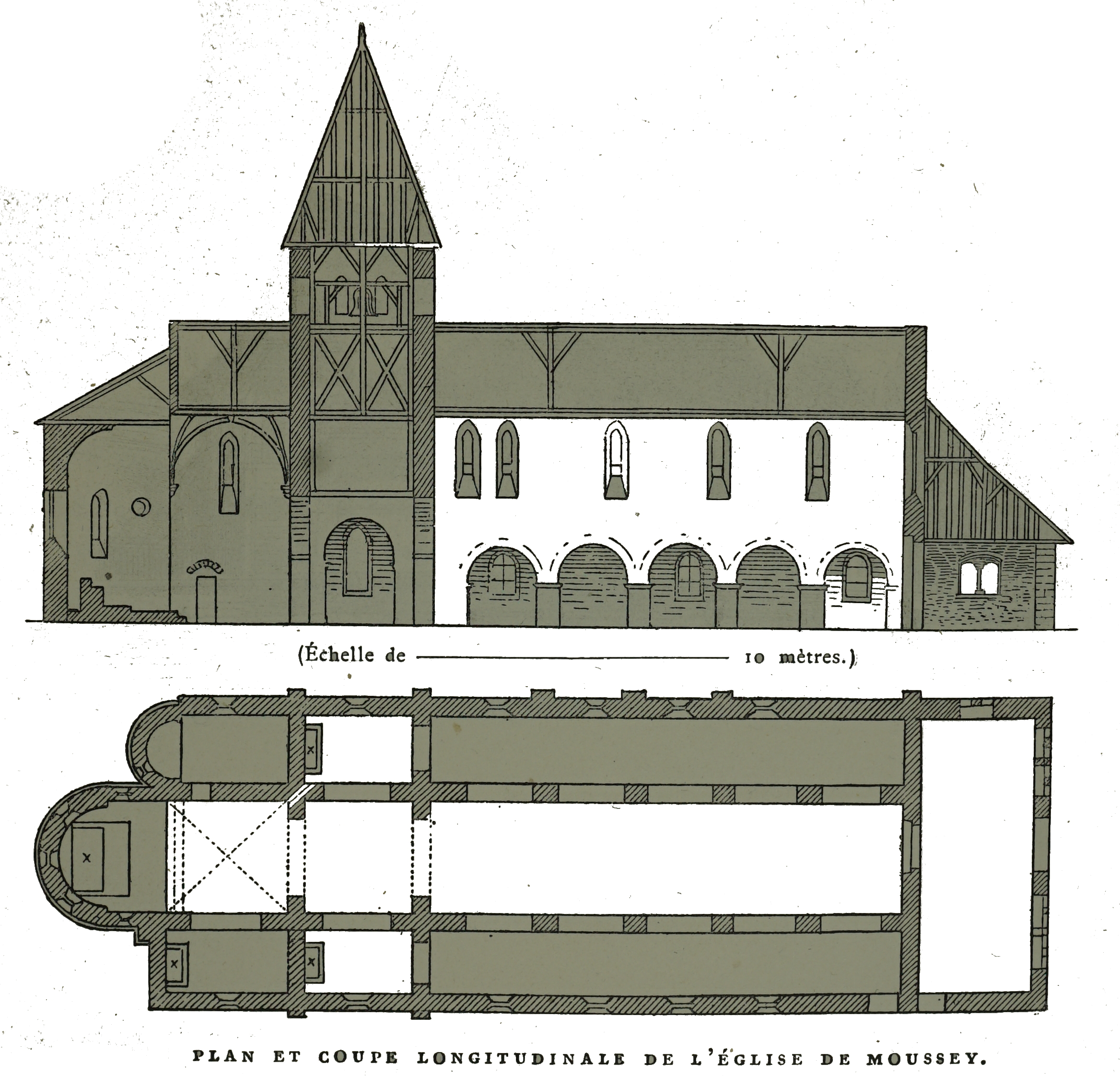
En plan.

L'église s'ouvre par un porche champenois à quatre fenêtres en façade, chacune divisée par une colonnette.

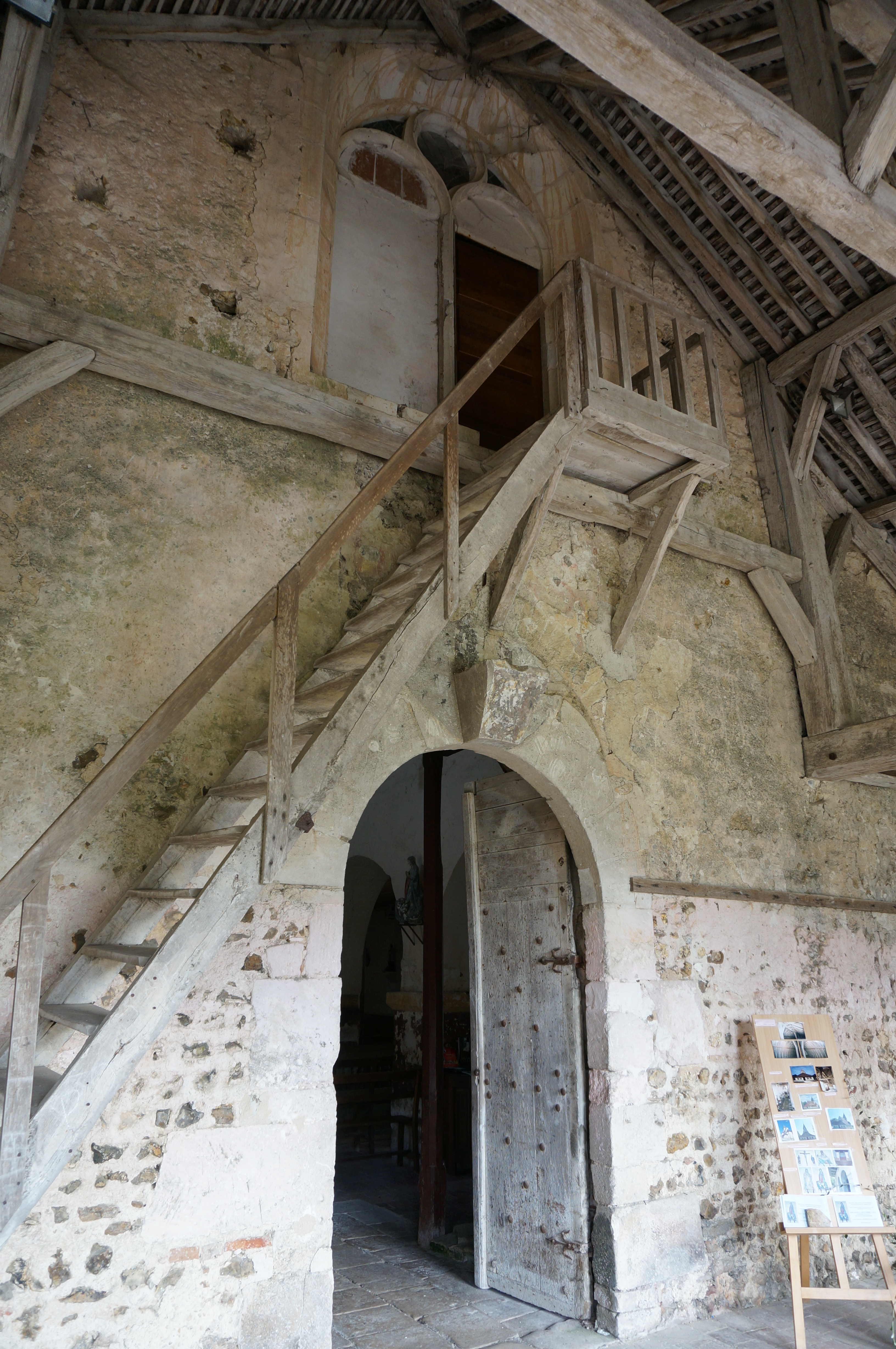
Portail sous le porche,
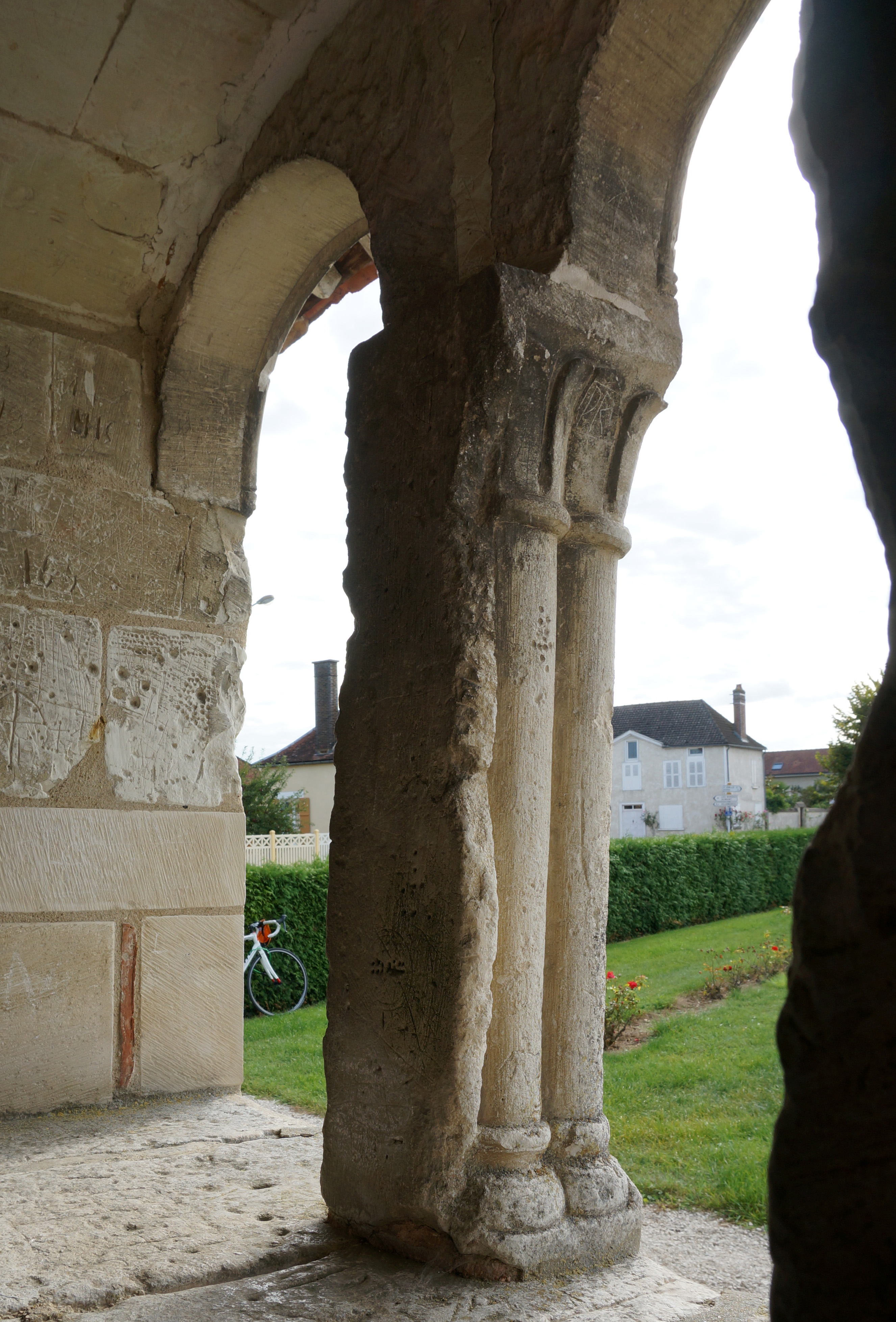
baies et colonnes,
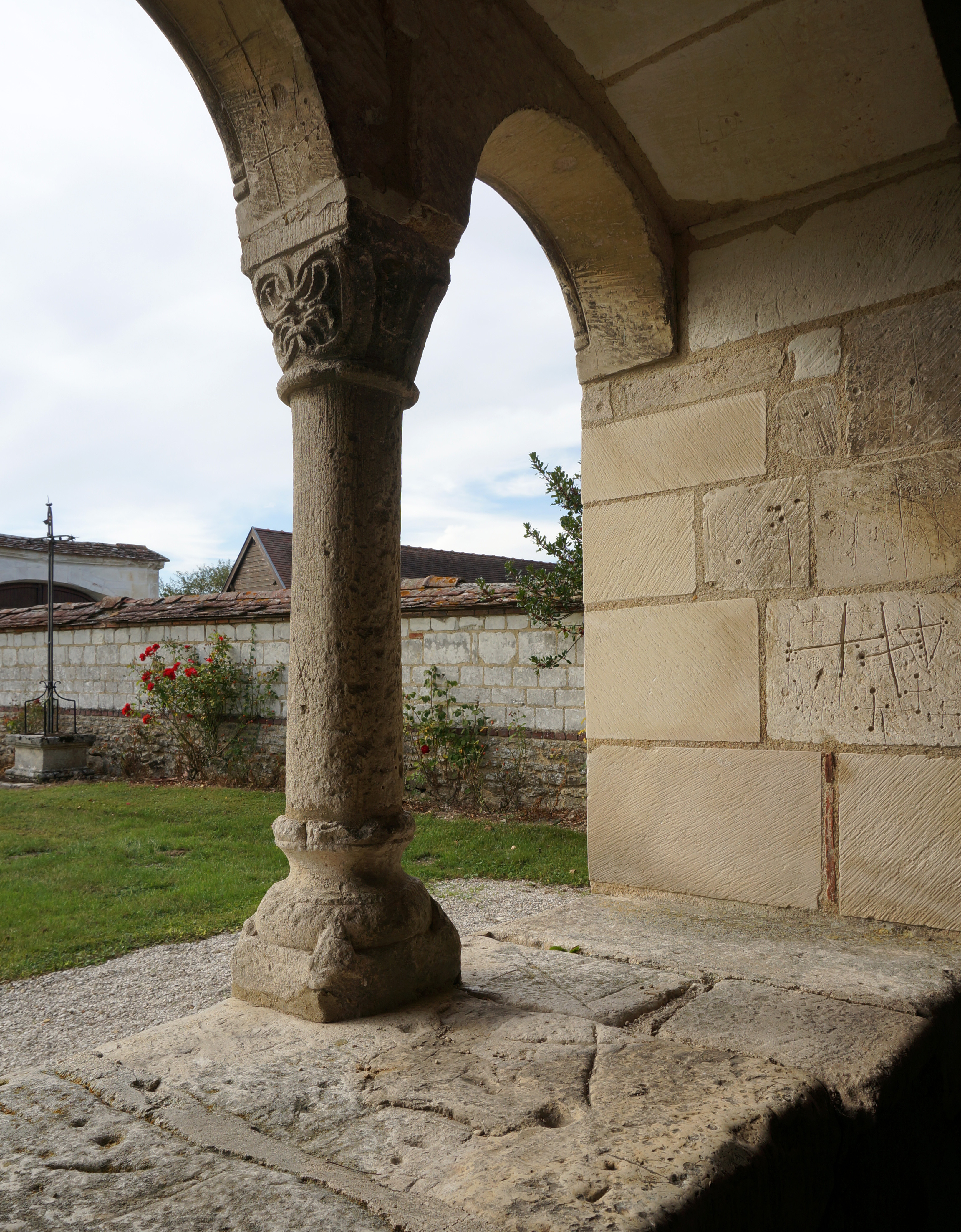
autre style de colonne.

### Images

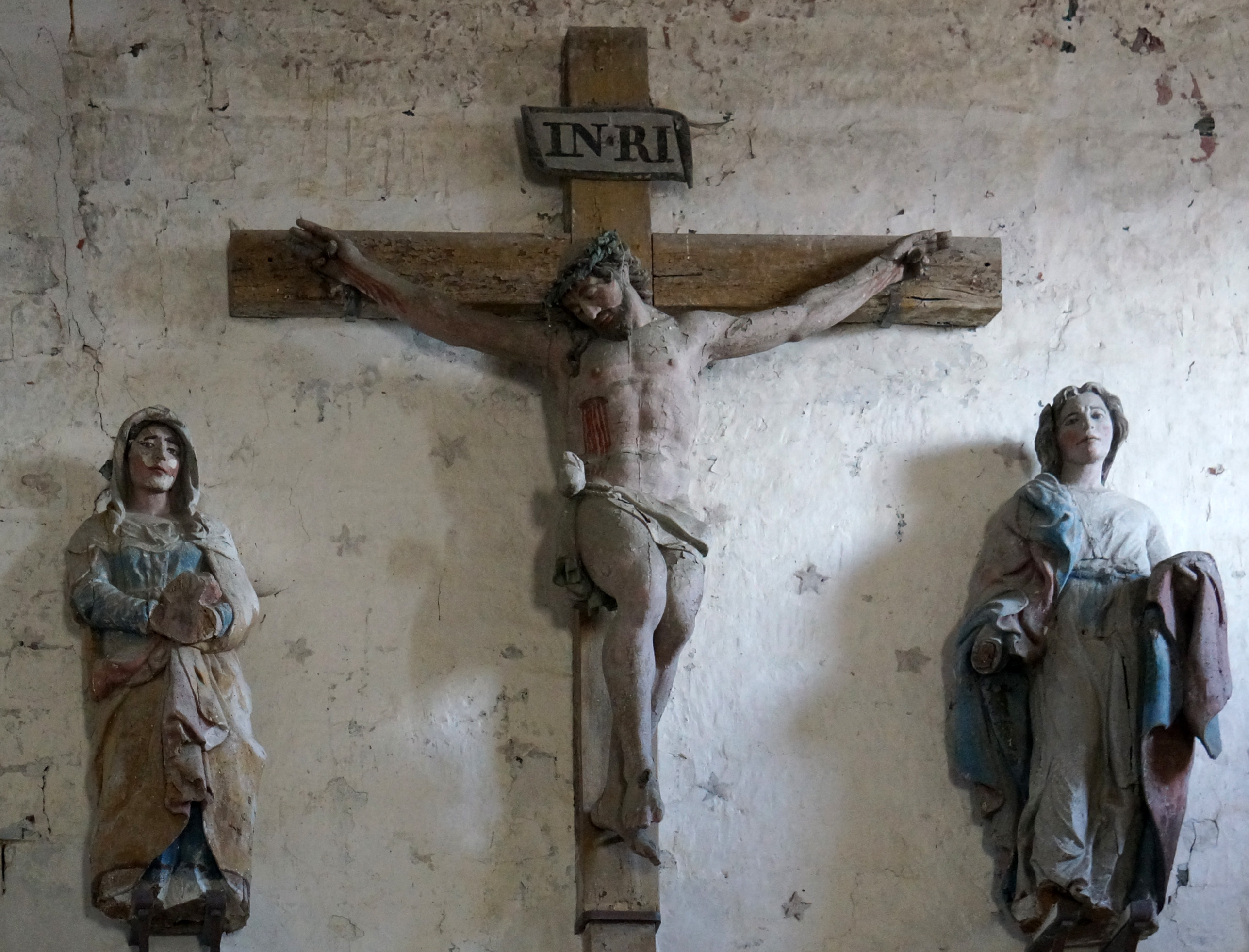
Restes d'un calvaire.
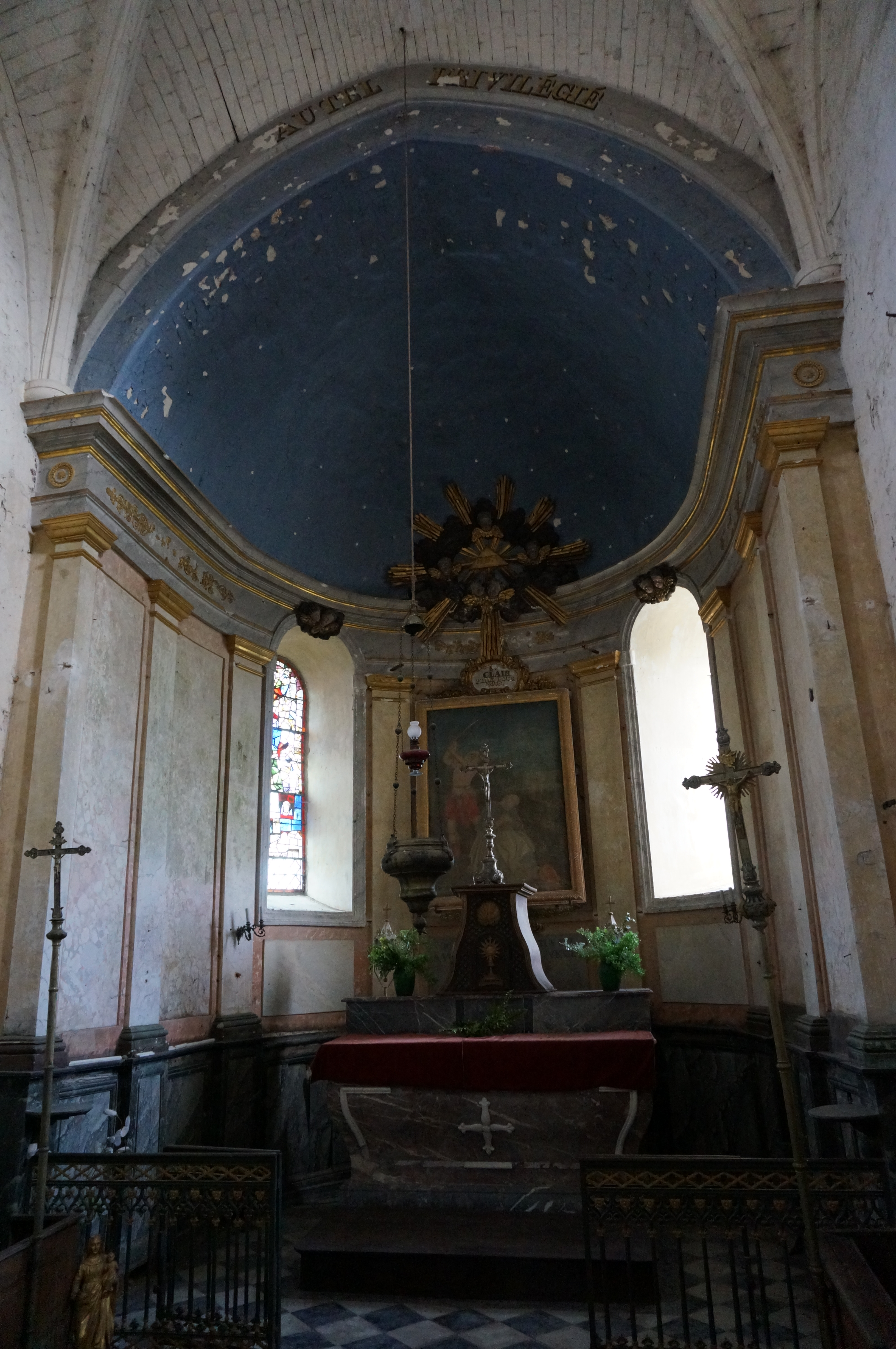
L'abside.
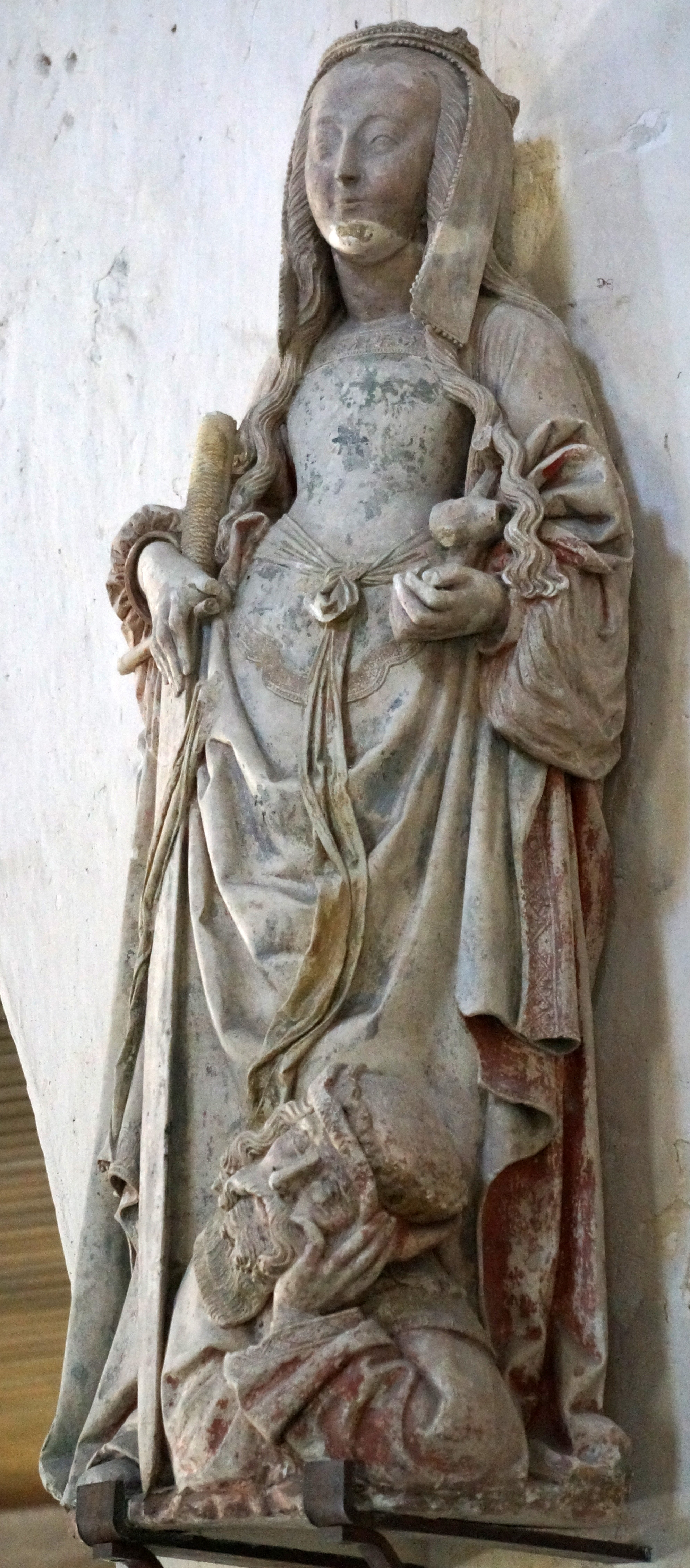
Sculpture de Catherine du XVIe siècle.
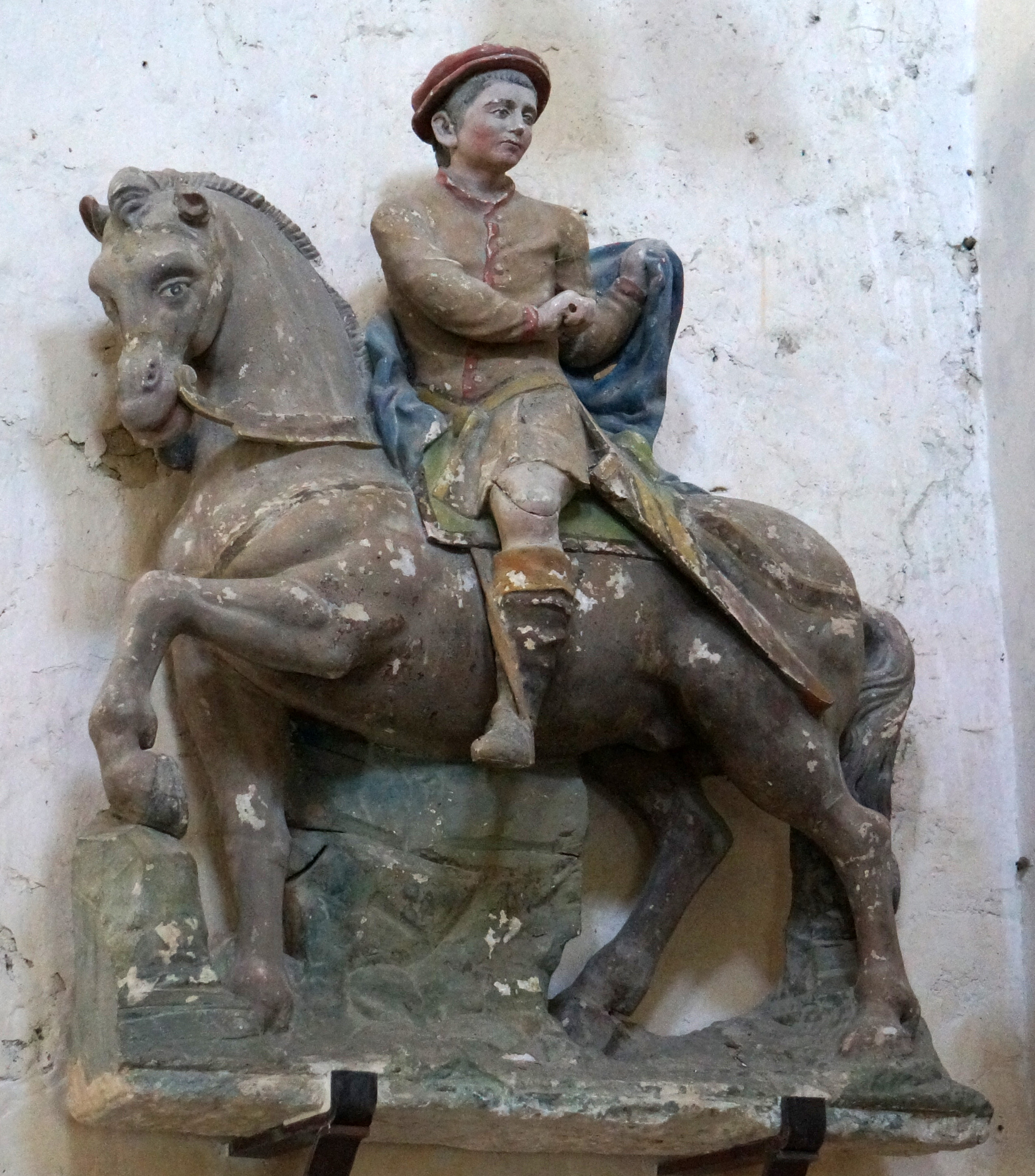
Martin de Tours[2].
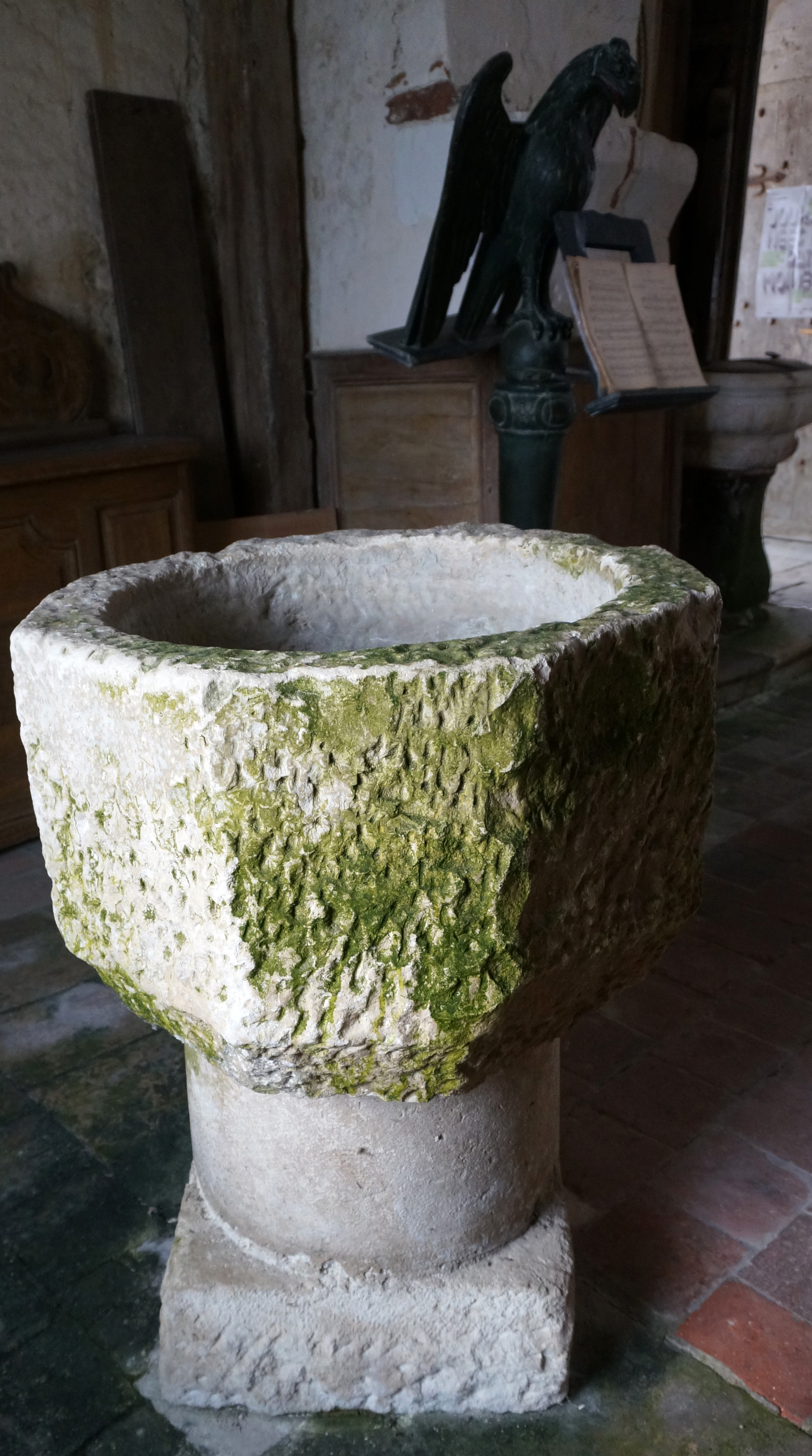
Le lutrin[3] et les fonts baptismaux[4], du XIIe siècle, classés.

## Historique
La paroisse dépendait du Grand-Doyenné de Troyes et avait comme succursale Villemereuil et le curé disait la messe, les jours de fête en l'église de Villetard. La paroisse comprenait aussi Savoie et Bierne.
L'édifice est inscrit au titre des monuments historiques par arrêté du 7 mai 1926.